# Simon Boypa
Simon Boypa (né le 19 mars 1999 à Paris) est un athlète français, spécialisé dans le 400 mètres et le Relais 4 x 400 mètres. Entre 2015 et 2023, il a été neuf fois finaliste en Championnat de France 400 mètres et sélectionné à trois reprises en équipe de France.

## Biographie
Il commence sa carrière sportive en 2012 au CAO78.
En 2015, il remporte le Championnat Olympique de la Jeunesse Européenne (FOJE) de Tbilissi dans l'épreuve du relais 4 x 100 mètres, tandis qu'il atteint les demi-finales du 400 mètres.
L'année suivante, en 2016, il se voit décerner le titre de Vice-champion de France en salle sur 400 mètres à Nantes.
Au fil des années qui ont suivi, il a régulièrement atteint la finale dans les catégories cadets, jeunes et espoirs en 400 mètres et en relais 4 x 400 mètres.
En 2020, il change de club et intègre l’EACPA.
En 2021, il remporte la médaille de bronze au Championnat de France Espoirs à Caen en relais 4 x 100 mètres. De plus, il s'empare également de la troisième place au Championnat de France Open dans l'épreuve du 400 mètres à Bondoufle.
En 2022, lors des Championnats de France à Caen, il obtient la médaille de bronze sur 400 mètres tout en améliorant son record personnel, le portant à 46.01.

En juillet de la même année, Il est sélectionné pour les championnats du monde à Eugène. Avec Téo Andant, Thomas Jordier et Loic Prévot, ils se qualifient pour la finale du relais 4 × 400 mètres en 3 minutes, 3 secondes et 13 centièmes, terminant quatrièmes en série en devançant les Néerlandais d'un centième. Le quatuor termine 7e de la finale du relais.
Aux côtés de  Téo Andant, Gilles Biron, Thomas Jordier et Loic Prévot, il fait partie du relais 4 × 400 mètres médaillé de bronze des Championnats d'Europe d'athlétisme 2022 de Munich. Il ne participe néanmoins qu'aux séries.
En 2023, il fait partie des relayeurs sélectionnés pour participer aux Championnats du Monde d'athlétisme à Budapest du 19 au 27 août 2023 avec Ludvy Vaillant, Gilles Biron, David Sombé, Téo Andant mais aussi Loic Prévot et Thomas Jordier. Les français remportent la médaille d'argent du relais 4 × 400 m, établissant un nouveau record de France en 2 min 58 s 45.
En parallèle de sa carrière sportive, il poursuit ses études à Grenoble École de management en Programme Grandes Écoles et parraine des courses solidaires, comme en 2023 au profit de l’UNICEF à Marly-le-Roi.

## Palmarès
| Date | Compétition                                  | Lieu     | Résultat | Épreuve        | Temps                           |
| ---- | -------------------------------------------- | -------- | -------- | -------------- | ------------------------------- |
| 2015 | Festival olympique de la jeunesse européenne | Tbilissi | 1er      | 4 × 100 mètres | 42 s 11                         |
| 2022 | Championnats du monde                        | Eugene   | 7e       | 4 × 400 mètres | 3 min 1 s 35                    |
| 2022 | Championnats d'Europe                        | Munich   | 3e       | 4 × 400 mètres | participe aux séries            |
| 2023 | Championnats du monde                        | Budapest | 2e       | 4 × 400 mètres | Sélectionné en équipe de France |

| Date | Compétition                                    | Lieu      | Résultat | Épreuve             | Temps   |
| ---- | ---------------------------------------------- | --------- | -------- | ------------------- | ------- |
| 2022 | Championnats de France                         | Caen      | 3e       | 400 mètres          | 46 s 01 |
| 2021 | Championnats de France Open                    | Bondoufle | 3e       | 400 mètres          | 47 s 89 |
| 2021 | Championnats de France Espoirs                 | Caen      | 3e       | 4 x 100 mètres      | 42 s 67 |
| 2016 | Championnats de France Cadets-Juniors en Salle | Nantes    | 2e       | 400 mètres en salle | 49 s 68 |

## Records
| Épreuve      | Temps        | Lieu          | Date            |              |
| En plein air | En plein air | En plein air  | En plein air    | En plein air |
| ------------ | ------------ | ------------- | --------------- | ------------ |
| 400 m        | 46 s 01      | Caen          | 26 juin 2022    |              |
| En salle     |              |               |                 |              |
| 400 m        | 46 s 90      | Aubière       | 18 février 2023 |              |
| 200 m        | 22 s 06      | Fontainebleau | 7 janvier 2023  |              |